# Sigualdo (filho de Haroldo, o Esticado)

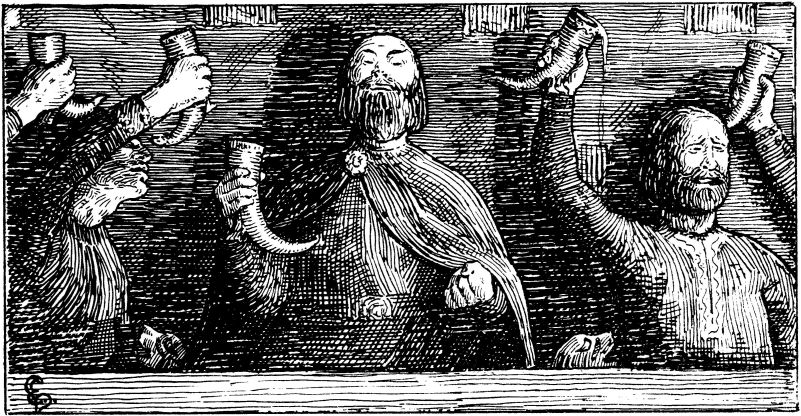
No banquete funerário de Haroldo Dente-Azul, conde Sigualdo faz um juramento pela memória de seu pai para ir à Noruega e matar ou depor Haquino Sigurdsson

Sigualdo foi o filho do conde escânio Haroldo, o Esticado e o irmão de Torcel, o Alto. Sucedeu Palnatoke como chefe dos viquingues de Jomsburgo, mas provou ser mais sábio do que corajoso.
No funeral de seu pai Estrutaraldo, Sigualdo foi aconselhado por Sueno Barba-Bifurcada a atacar a Noruega e depor Haquino Sigurdsson. Esta promessa levou a Batalha de Hjörungavágr em 986, da qual Sigualdo fugiu em desgraça. Em 1000, Sigualdo provou ser traiçoeiro na Batalha de Svolder, ao levar Olavo Tryggvason à batalha e desertá-lo no meio dela.